# Tour de Polonia 2009
La 66.ª edición del Tour de Polonia, disputado entre el 2 y el 8 de agosto, contó con un recorrido de 1.253,6 km distribuidos en siete etapas, desde Varsovia y hasta Cracovia.
La carrera formó parte del calendario UCI ProTour.
El ganador final fue Alessandro Ballan, vigente campeón del mundo en ruta. Le acompañaron en el podio Daniel Moreno y Edvald Boasson Hagen, respectivamente.

## Equipos participantes
Tomaron parte en la carrera 21 equipos: los 18 de categoría UCI ProTour (al ser obligada su participación); más 2 equipos de categoría Profesional Continental (ISD-Neri y Vacansoleil Pro Cycling Team); y una selección de ciclistas de Polonia (con corredores de equipos de los Circuitos Continentales UCI) bajo el nombre de Team Poland Bank BGŻ. Los equipos participantes fueron:
| ProTeams (18)- AG2R La Mondiale - Astana - BBox Bouygues Telecom - Caisse d'Épargne - Cofidis, le Crédit en Ligne - Columbia-HTC - Euskaltel-Euskadi - Fuji-Servetto - Garmin-Slipstream - Katusha - La Française des jeux - Lampre-NGC - Liquigas - Team Milram - Quick Step - Rabobank - Saxo Bank - Silence-Lotto Equipos continentales profesionales (2)- Vacansoleil - ISD-Neri translation for headoftableIII_translate index 39 not found- Bank BGŻ |
| |

## Etapas
| Etapa     | Fecha    | Recorrido                                   | type                   | Distancia (km) | Ganador              | Líder             |
| --------- | -------- | ------------------------------------------- | ---------------------- | -------------- | -------------------- | ----------------- |
| 1.ª etapa | 2 de ago | Varsovia – Varsovia                         | etapa llana            | 108            | Borut Božič          | Borut Božič       |
| 2.ª etapa | 3 de ago | Gmina Serock – Białystok                    | etapa llana            | 219,1          | Angelo Furlan        | Borut Božič       |
| 3.ª etapa | 4 de ago | Bielsk Podlaski – Lublin                    | etapa llana            | 225,1          | Jacopo Guarnieri     | André Greipel     |
| 4.ª etapa | 5 de ago | Gmina Nałęczów – Resovia                    | etapa de media montaña | 239,7          | Edvald Boasson Hagen | Jürgen Roelandts  |
| 5.ª etapa | 6 de ago | Municipio de Strzyżów – Gmina Krynica-Zdrój | etapa de montaña       | 163            | Alessandro Ballan    | Alessandro Ballan |
| 6.ª etapa | 7 de ago | Gmina Krościenko nad Dunajcem – Zakopane    | etapa de montaña       | 162,2          | Edvald Boasson Hagen | Alessandro Ballan |
| 7.ª etapa | 8 de ago | Gmina Rabka-Zdrój – Cracovia                | etapa de media montaña | 136,5          | André Greipel        | Alessandro Ballan |

## Clasificaciones finales

### Clasificación general
| \| Clasificación general \| Clasificación general \| Clasificación general \| Clasificación general \| Clasificación general \| \| Ciclista \| Ciclista \| Equipo \| Tiempo \| \| \| --------------------- \| --------------------- \| --------------------- \| --------------------- \| --------------------- \| \| 1.º \| Alessandro Ballan \| Lampre-NGC \| 25 h 50 min 34 s \| \| \| 2.º \| Dani Moreno \| Caisse d'Épargne \| + 10 s \| \| \| 3.º \| Edvald Boasson Hagen \| Columbia-HTC \| + 11 s \| \| \| 4.º \| Pieter Weening \| Rabobank \| + 12 s \| \| \| 5.º \| Francesco Reda \| Quick Step \| + 16 s \| \| \| 6.º \| Marek Rutkiewicz \| Bank BGŻ \| + 16 s \| \| \| 7.º \| Sylwester Szmyd \| Liquigas \| + 16 s \| \| \| 8.º \| Marco Marcato \| Vacansoleil \| + 23 s \| \| \| 9.º \| Pablo Lastras \| Caisse d'Épargne \| + 26 s \| \| \| 10.º \| Francesco Gavazzi \| Lampre-NGC \| + 26 s \| \| |                      |                  |                  |
| |                      |                  |                  |
| |                      |                  |                  |
| Clasificación general |                      |                  |                  |
| Ciclista | Ciclista             | Equipo           | Tiempo           |
| 1.º | Alessandro Ballan    | Lampre-NGC       | 25 h 50 min 34 s |
| 2.º | Dani Moreno          | Caisse d'Épargne | + 10 s           |
| 3.º | Edvald Boasson Hagen | Columbia-HTC     | + 11 s           |
| 4.º | Pieter Weening       | Rabobank         | + 12 s           |
| 5.º | Francesco Reda       | Quick Step       | + 16 s           |
| 6.º | Marek Rutkiewicz     | Bank BGŻ         | + 16 s           |
| 7.º | Sylwester Szmyd      | Liquigas         | + 16 s           |
| 8.º | Marco Marcato        | Vacansoleil      | + 23 s           |
| 9.º | Pablo Lastras        | Caisse d'Épargne | + 26 s           |
| 10.º | Francesco Gavazzi    | Lampre-NGC       | + 26 s           |

## Evolución de las clasificaciones
| Etapa                   | Vencedor                | Clasificación general Żółta koszulka | Clasificación de la montaña Klasyfikacja górska | Clasificación por puntos Klasyfikacja punktowa | Clasificación de las metas volantes Klasyfikacja najaktywniejszych |
| ----------------------- | ----------------------- | ------------------------------------ | ----------------------------------------------- | ---------------------------------------------- | ------------------------------------------------------------------ |
| 1.ª                     | Borut Božič             | Borut Božič                          | Błażej Janiaczyk                                | Borut Božič                                    | David Loosli                                                       |
| 2.ª                     | Angelo Furlan           | Borut Božič                          | Błażej Janiaczyk                                | Jürgen Roelandts                               | David Loosli                                                       |
| 3.ª                     | Jacopo Guarnieri        | André Greipel                        | Błażej Janiaczyk                                | André Greipel                                  | David Loosli                                                       |
| 4.ª                     | Edvald Boasson Hagen    | Jürgen Roelandts                     | Błażej Janiaczyk                                | Jürgen Roelandts                               | David Loosli                                                       |
| 5.ª                     | Alessandro Ballan       | Alessandro Ballan                    | Pável Brutt                                     | Jürgen Roelandts                               | David Loosli                                                       |
| 6.ª                     | Edvald Boasson Hagen    | Alessandro Ballan                    | Marek Rutkiewicz                                | Jürgen Roelandts                               | David Loosli                                                       |
| 7.ª                     | André Greipel           | Alessandro Ballan                    | Marek Rutkiewicz                                | Jürgen Roelandts                               | David Loosli                                                       |
| Clasificaciones finales | Clasificaciones finales | Alessandro Ballan                    | Marek Rutkiewicz                                | Jürgen Roelandts                               | David Loosli                                                       |